# Kaleidoscope (banda)
Kaleidoscope (llamados en un principio The Kaleidoscope) fue un grupo estadounidense de acid folk y música étnica que grabó cuatro álbumes y varios sencillos para Epic Records entre 1966 y 1970.

## Historia

### Miembros
El grupo se formó en 1966. La formación original incluía a:
David Lindley (n. el 21 de marzo de 1944 en Los Ángeles, California)
Solomon Feldthouse (n. el 20 de enero de 1940 en Pingree, Idaho)
Chris Darrow (nacido el 30 de julio de 1944 en Sioux Falls, Dakota del Sur)
Chester Crill (alias Max Budda, Max Buda, Fenrus Epp, Templeton Parcely) (nacido en Oklahoma City, Oklahoma)
John Vidican (nacido en Los Ángeles, California)
Lindley era un artista con experiencia que tocaba varios instrumentos de cuerda, en especial el banjo. Ganó el concurso de banjo de Topanga Canyon durante varios años seguidos. Mientras estudiaba en el instituto La Salle de Pasadena, California, formó su primer grupo, los Mad Mountain Ramblers, que solía tocar en clubs de folk del área de Los Ángeles. Allí conoció a Darrow, que era miembro de un grupo rival, los Re-Organized Dry City Players. Poco después, formaron juntos una nueva banda, la Dry City Scat Band, de la que también formaban parte el violinista Richard Greene (que tocó posteriormente con la banda Seatrain); pero Darrow dejó al poco tiempo el grupo para formar una nueva banda de rock, The Floggs. Lindsey también decidió formar su propio grupo eléctrico. Conoció entonces a Feldthouse, que se había criado en Turquía y, de vuelta a los Estados Unidos, tocaba flamenco y acompañaba a unas bailarinas que realizaban la danza del vientre. Lindsey y Feldthouse actuaron como dúo con el nombre de David and Salomon. Conocieron a Chester Crill y le invitaron a acompañarlos. A finales de 1966, entraron en el grupo Darrow y el batería John Vidican, quedando así constituidos como The Kaleidoscope.

### Trayectoria
La filosofía del grupo era democrática: no había un líder. Comenzaron enseguida a tocar en locales y obtuvieron un contrato con Epic Records. Su primer sencillo, «Please», se publicó en diciembre de 1966. Lo produjo Barry Friedman (conocido más tarde como Frazier Mohawk), que también se hizo cargo de su primer LP, Side Trips, publicado en junio de 1967. El álbum mostraba la diversidad musical del grupo y su experimentación con las posibilidades del estudio de grabación. Incluía «Egyptian Gardens», de Feldthouse, «Keep Your Mind Open», de Darrow y sendas versiones de «Minnie the Moocher» (de Cab Calloway) y «Oh Death» (de Dock Boggs). Por razones por aclarar, Crill apareció en el primer disco como «Fenrus Epp» y utilizó otros pseudónimos en las grabaciones que siguieron.
El grupo utilizó un gran número de instrumentos de cuerda en canciones de rock psicodélico temprano como «Egyptian Gardens» y «Pulsating Dream». Realizaban una fusión de música oriental y rock en composiciones más extensas, como «Taxim», que tocaron en vivo en el Festival de Folk de Berkeley el 4 de julio de 1967. En directo, intercalaban a veces solos instrumentales de Feldthouse y Lindley, y a veces Feldthouse invitaba al escenario a danzarinas del vientre o bailarinas de flamenco. Su versatilidad les permitía practicar muchos estilos, entre ellos el rock, el blues, la música folk, el jazz y la música oriental. Sin ningún prejuicio, incorporaban también a su repertorio música de Calloway  y Duke Ellington. Esta apertura de miras hace de Kaleidoscope uno de los pioneros de la World Music. 
Su tema de 1967 «Stranger in Your City»/«Beacon from Mars», grabado en vivo en el estudio, tuvo una gran influencia. Jimmy Page, de Led Zeppelin, declaró que eran su «banda favorita de todos los tiempos». Incluye un solo de Lindley que solía interpretar en directo tocando la guitarra eléctrica con un arco de violín, lo que probablemente sirvió de inspiración a Page, que también utilizó este efecto más tarde. (No obstante, otro guitarrista influyente, Eddie Phillips, del grupo psicodélico británico The Creation, había tenido ya la misma ocurrencia en 1966.)
El álbum A Beacon from Mars se publicó a comienzos de 1968, y recibió en general críticas favorables, pero se vendió poco. En las notas que acompañan a la reedición en CD del disco se afirma que el título original era Bacon from Mars, pero hubo una errata. 
Darrow dejó el grupo después de grabar el disco y fue reemplazado por el bajista Stuart Brotman, procedente de Canned Heat. Sin embargo, Darrow volvió a reunirse puntualmente con sus compañeros para acompañar primero a Johnny "Guitar" Watson y Larry Williams en su sencillo de 1967 «Nobody» y después a Leonard Cohen en «So Long Marianne» y «Teachers», incluidas en su disco de debut. Vidican también dejó el grupo y en su lugar entró el batería Paul Lagos, que teníoa experiencia como intérprete de jazz y R&B, pues había tocado con Little Richard, Johnny Otis y Ike and Tina Turner. Paul Lagos murió el 19 de octubre de 2009.
El grupo grabó su tercer álbum, Incredible! Kaleidoscope, en 1968. Incluía «Seven-Ate Sweet», una larga pieza instrumental en compás de 7/8 que llevaban tocando desde los inicios del grupo. El álbum alcanzó el puesto 139 en Billboard, siendo el único que entró en la lista. En esta época grabaron también bandas sonoras para películas, algunas de ellas educativas, e hicieron una aparición triunfante en el Festival de Folk de Newport.
En el cuarto y último disco de Kaleidoscope, Bernice, la guitarra eléctrica cobró un mayor protagonismo, y se hizo sentir una mayor influencia country. Hubo nuevos cambios en la formación: se incorporó el guitarrista y cantante Jeff Kaplan; el bajista Ron Johnston reemplazó a Brotman durante la grabación y Feldthouse dejó el grupo. 
A finales de 1969, Kaleidoscope aportó dos canciones nuevas («Brother Mary» y «Mickey's Tune») a la banda sonora de la película de Michelangelo Antonioni Zabriskie Point, y teloneó a Cream en su gira americana de despedida. Poco después, la banda se disolvió.

## Trayectoria posterior
Tras dejar Kaleidoscope, Lindley se convirtió en un reputado músico de sesión y acompañó en directo a músicos como Linda Ronstadt y Jackson Browne. Formó su propio grupo, El Rayo-X, a comienzos de los 80. Feldthouse tocó con Renaissance Pleasure Faires y varios grupos de flamenco y música oriental. Darrow formó el grupo Corvettes con Bernie Leadon y se convirtió después en músico de sesión y solista. Crill se dedicó durante un tiempo al cómic underground, colaborando en la serie Mickey Rat, y produjo el primer disco de 78 revoluciones del grupo de Robert Crumb, Armstrong's Pasadenans.

## Reuniones
En 1976, varios miembros del grupo (Brotman, Crill, Darrow, Feldthouse and Lagos) se reunieron para grabar un disco de regreso, When Scopes Collide. Lindley colaboró también, pero guardó las distancias, apareciendo con el pseudónimo De Paris Letante. 
Catorce años después, Crill y Darrow organizaron un segundo reencuentro, que cristalizó en el disco Greetings from Kartoonistan (We Ain’t Dead Yet). La formación fue la misma, pero esta vez no colaboró Lindley.

## Curiosidades
Solomon Feldthouse es el padre de la actriz Fairuza Balk.

## Discografía
- Side Trips (1967)
- A Beacon From Mars (1968)
- Incredible! Kaleidoscope (1969)
- Bernice (1970)
- When Scopes Collide (1976)
- Bacon From Mars (1983) (recopilación)
- Rampe, Rampe (1983) (recopilación)
- Egyptian Candy (A Collection) (1990) (recopilación)
- Greetings From Kartoonistan... (We Ain't Dead Yet) (1991)
- Beacon From Mars & Other Psychedelic Side Trips (2004) (recopilación)